# Spytihněv I
Spytihněv I (± 875 - 915), uit het Huis der Přemysliden, was van 894 tot 915 hertog van Bohemen. Hij was de oudste zoon van hertog Bořivoj I en diens gemalin de Heilige Ludmilla.
Hij volgde zijn vader in 894 op. Reeds een jaar later distantieerde hij zich van zijn leenheer, de vorst van Groot-Moravië, en zwoer hij trouw aan keizer Arnulf van Karinthië. Door deze alliantie kwam Bohemen onder een vergrote Frankische invloed te staan en kreeg het christendom meer voet aan de grond. Spytihněv streed tegen de Magyaren en maakte zijn hertogdom als opvolger van Moravië tot belangrijkste macht in Bohemen. Hij werd opgevolgd door zijn broer Vratislav I.